# Nyctemera pauli
Nyctemera pauli là một loài bướm đêm thuộc phân họ Arctiinae, họ Erebidae.